# Cibalae (stolica tytularna)
Cibalae – stolica historycznej diecezji (łac. dioecesis Cibaliensis) erygowanej w III wieku w Dolnej Panonii (Pannonia Inferior), a istniejącej do V wieku.
Współczesne miasto Vinkovci w Chorwacji. Obecnie katolickie biskupstwo tytularne ustanowione w 2009 przez papieża Benedykta XVI. 

## Biskupi tytularni
| Lp. | Biskup          | Funkcja             | Od                | Do |
| --- | --------------- | ------------------- | ----------------- | -- |
| 1   | Nikola Eterović | nuncjusz apostolski | 30 listopada 2009 |    |